# Lithobius gantoensis
Lithobius gantoensis är en mångfotingart som beskrevs av Masatoshi Takakuwa 1949. Lithobius gantoensis ingår i släktet Lithobius och familjen stenkrypare. Inga underarter finns listade i Catalogue of Life.